# Ophiopteris antipodum
Ophiopteris antipodum is een slangster uit de familie Ophiocomidae.
De wetenschappelijke naam van de soort werd in 1877 gepubliceerd door Edgar Albert Smith.